# 1983
1983 (одна тисяча дев'ятсот вісімдесят третій) - невисокосний рік за григоріанським календарем, який почався і закінчився суботою. Був вісімдесят третім роком ХХ століття та четвертим роком 80-х років.

## Події
- Вийшла друком 10-та редакція американського підручника з внутрішніх хвороб Основи внутрішньої медицини за ред. Т. Гарісона.

### Аварії й катастрофи
- 1 вересня — над територією СРСР (Татарська протока) ВПС СРСР збили Боїнг-747 південно-корейської авіакомпанії «Корейські авіалінії» (Korean Airlines). Всі 269 осіб на борту загинули.

## Вигадані події
- Події першого сезону телесеріалу Дивні дива.

## Народились
Дивись також Категорія:Народились 1983
- 2 січня — Кейт Босворт, американська кіноакторка й фотомодель.
- 11 січня — Адріан Сутіл, німецький автогонщик, пілот Формули-1.
- 13 січня — Кирило Туриченко, український музикант, співак і актор.
- 14 січня — Мята, українська співачка.
- 15 січня — Ірина Блохіна, українська акторка, музикантка, хореографка.
- 16 січня — Андрій Русол, український футболіст.
- 18 січня — Чон Ю Мі, південнокорейська акторка.
- 24 січня — Скотт Спід, американський автогонщик, пілот Формули-1.
- 25 січня — Вікторія Булітко, українська акторка театру та кіно.
- 2 лютого — Олександр Ковпак, український футболіст, нападник.
- 3 лютого — Амадор Лопес, україно-венесуельський фехтувальник, хореограф та співак.
- 15 лютого — Селіта Ібенкс, кайманська супермодель.
- 21 лютого — Мелані Лоран, французька кіноакторка.
- 23 лютого:
  - Юрій Бардаш, український продюсер, хореограф, співак.
  - Емілі Блант, англійська акторка.
- 27 лютого — Кейт Мара, американська акторка.
- 1 березня:
  - Мері Ком, індійська боксерка.
  - Люпіта Ніонго, кенійська акторка і кінорежисерка, феміністка.
- 10 березня — Керрі Андервуд, американська кантрі-співачка та авторка пісень.
- 23 березня — Мо Фара, британський легкоатлет, олімпійський чемпіон.
- 29 березня — Ед Скрейн, англійський актор і репер.
- 31 березня — Фаталов Міка, актор, шоумен, ведучий, концертний директор студії «Квартал 95».
- 1 квітня — Лазарев Сергій, російський співак і актор озвучування.
- 7 квітня — Євген Кошовий, український шоумен, телеведучий та комічний актор.
- 10 квітня — Джеймі Чон, американська акторка.
- 20 квітня — Міранда Керр, австралійська супермодель.
- 21 квітня — Гугу Мбата-Роу, англійська акторка.
- 24 квітня — Сергій Кравченко, український футболіст.
- 25 квітня — Олег Гусєв, український футболіст, фланговий півзахисник.
- 2 травня — Христина Коц-Готліб, українська фотомодель і співачка. Колишня солістка гурту "ВІА Гра".
- 5 травня — Генрі Кавілл, англійський актор.
- 6 травня — Габурі Сідібе, американська кіноакторка.
- 12 травня:
  - Донал Глісон, ірландський актор, режисер і письменник.
  - Кабаєва Аліна, російська спортсменка.
- 16 травня — Ненсі Аджрам, ліванська поп-виконавиця.
- 19 травня — Тарас Стадницький, український комічний актор, гуморист, шоумен.
- 28 травня — Євген Філатов, український музикант, композитор, аранжувальник, продюсер.
- 4 червня — Ольга Саладуха, українська легкоатлетка, бронзова призерка Олімпійських ігор.
- 5 червня — Аміна Окуєва, українська лікарка, громадська активістка та військовослужбовиця (пом. в 2017).
- 7 червня — Олег Омельчук, український стрілець, бронзовий призер Олімпійських ігор 2020 року.
- 8 червня — Кім Клейстерс, бельгійська тенісистка.
- 10 червня — Павло Вишняков, білоруський, російський та український актор театру і кіно.
- 15 червня — Юлія Фішер, німецька скрипалька та піаністка.
- 17 червня — Дмитро Комаров, український журналіст, мандрівник, автор і ведучий програми «Світ навиворіт».
- 19 червня — Macklemore, американський репер і музикант.
- 27 червня — Алсу, російська естрадна співачка.
- 30 червня — Шеріл Коул, британська співачка, авторка пісень, танцюристка, акторка, модель.
- 2 липня — Мішель Бранч, американська співачка, авторка пісень та акторка.
- 9 липня — Дмитро Сова, український актор театру, кіно та дубляжу.
- 11 липня — Петро Щербина, український поет, письменник, журналіст.
- 16 липня — Катріна Кеф, британсько-індійська кіноакторка та колишня модель.
- 8 серпня — Робін ван Персі, нідерландський футболіст.
- 11 серпня — Кріс Гемсворт, австралійський актор, номінант на премію BAFTA (2012).
- 14 серпня — Міла Куніс — американська акторка українсько-єврейського походження.
- 18 серпня — Міка, британський музичний виконавець ліванського походження.
- 20 серпня — Ендрю Гарфілд, американсько-британський актор.
- 21 серпня — Ольга Жуковцова, українська акторка.
- 27 серпня — Джамала, українська співачка кримськотатарського та вірменського походження, народна артистка України.
- 12 вересня — Катерина Осадча, українська ведуча та модель.
- 14 вересня — Емі Вайнгауз, британська співачка в жанрах соул-поп із джазовими мотивами.
- 5 жовтня — Джессі Айзенберг, американський актор.
- 8 жовтня — Дмитро Разумков, український державний діяч, політик. Голова Верховної Ради IX скликання.
- 11 жовтня — Руслан Пономарьов, український шахіст, гросмейстер.
- 16 жовтня — Лорін, шведська співачка мароккансько-берберського походження.
- 17 жовтня:
  - Григорій Решетнік, український телеведучий, актор, диктор.
  - Фелісіті Джонс, британська акторка.
  - Козіма Коппола[it], італійська кіноакторка і танцюристка.
- 19 жовтня — Ребекка Фергюсон, шведська кіноакторка, модель і кінопродюсерка.
- 20 жовтня — Алона Тал, співачка й акторка єврейсько-американського походження.
- 24 жовтня — Андре Тан, український модельєр і дизайнер одягу.
- 25 жовтня — Станіслав Богуш, український футболіст, воротар.
- 27 жовтня — Марко Девич, колишній український футболіст сербського походження.
- 9 листопада — Юрій Ткач, український комік, телеактор.
- 11 листопада — Філіпп Лам, колишній німецький футболіст
- 15 листопада — Лаура Смет, французька кіноакторка.
- 19 листопада:
  - Адам Драйвер, американський актор.
  - Дарія Вербова, канадська модель українського походження.
- 20 листопада — Михайло Хома, український актор та співак, фронтмен гурту «DZIDZIO».
- 15 грудня — Камілла Ладдінгтон, британська акторка.
- 9 грудня — Даріуш Дудка, польський футболіст.
- 19 грудня — Сергій Седнєв, український біатлоніст.
- 20 грудня — Джона Гілл, американський актор, продюсер і сценарист.
- 21 грудня — Стівен Йон, південнокорейський і американський актор.
- 25 грудня — Юлія Рай, українська співачка.
- 30 грудня — VovaZiL'vova, український виконавець у стилі реп.

## Померли
Дивись також Категорія:Померли 1983, Список померлих 1983 року
- 11 січня — Микола Підгорний, український політик, голова президії Верховної Ради СРСР.
- 17 липня — Рузвельт Сайкс, американський блюзовий музикант.
- 28 липня — Болдуман Михайло Пантелеймонович, український актор, народний артист РРФСР (1947), народний артист СРСР (1965).
- 5 серпня — Барт Ян Бок, нідерландсько-американський астроном.
- 5 жовтня — Єсенберлін Ільяс, казахський письменник (* 1915).
- 2 листопада — Гаврило Мартинович Глюк, український живописець (* 1912).
- 30 листопада — Анатолій Кос-Анатольський, український композитор (* 1909).

## Нобелівська премія
- з фізики:Субрахманьян Чандрасекар  — «За теоретичні дослідження фізичних процесів, що грають важливу роль у будові і еволюції зірок»; Вільям Фаулер — «За теоретичне й? експериментальне дослідження ядерних реакцій, що мають важливе значення для утворення хімічних елементів Всесвіту»
- з хімії:Генрі Таубе — «За вивчення механізмів реакцій з перенесенням електрона, особливо комплексів металів»
- з медицини та фізіології:Барбара Мак-Клінток — «За відкриття мобільних генетичних елементів»
- з економіки:Жерар Дебре — «За нові методи аналізу в економічній теорії та кардинальний перегляд теорії загальної рівноваги»
- з літератури:Вільям Голдінг
- Нобелівська премія миру:Лех Валенса — «Як борець за права людини»